# 존 데일리 (골프 선수)

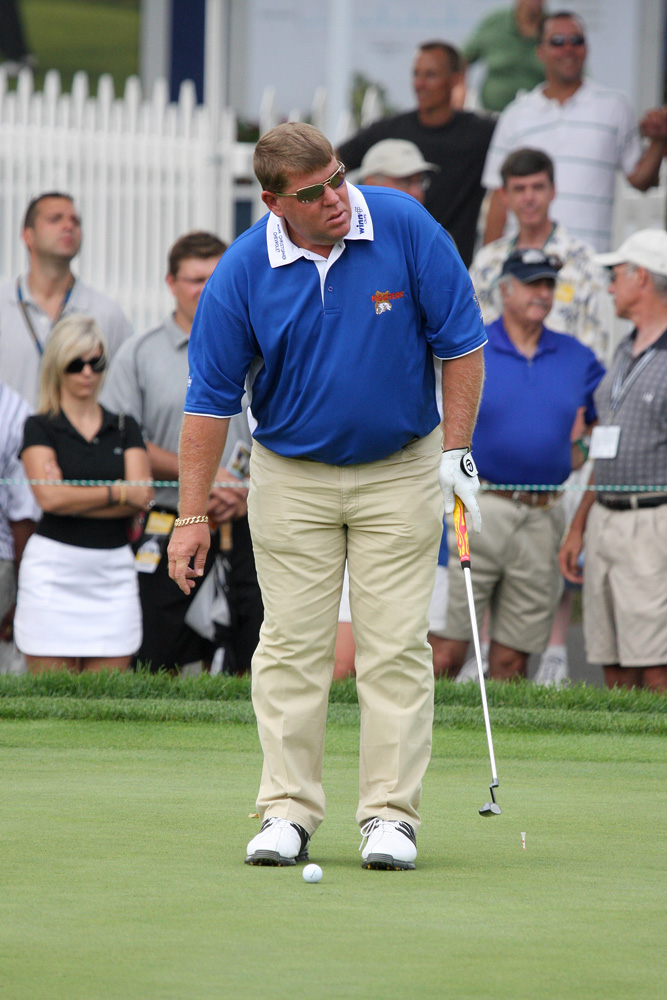
존 데일리

존 패트릭 데일리(John Patrick Daly, 1966년 4월 28일 ~ )는 미국의 골프 선수이다. 1991년 PGA 챔피언십과 1995년 브리티시 오픈에서 우승하였다.